# Tenawahang
Tenawahang is een bestuurslaag in het regentschap Flores Timur van de provincie Oost-Nusa Tenggara, Indonesië. Tenawahang telt 968 inwoners (volkstelling 2010).